# Mauriziodiniïta
La mauriziodiniïta és un mineral de la classe dels òxids. Rep el nom en honor de Maurizio Dini (1968), un mineralogista amater italià que viu a Xile des del 1998.

## Característiques
La mauriziodiniïta és un arsenit de fórmula química (NH₄)(As₂O₃)₂I. Va ser aprovada com a espècie vàlida per l'Associació Mineralògica Internacional l'any 2019. Cristal·litza en el sistema hexagonal. La seva duresa a l'escala de Mohs és 1, sent un mineral molt tou. Es troba relacionada químicament i estructuralment amb la lucabindiïta, el seu anàleg de clor, i és l'anàleg de iode de l'ermakovita.
L'exemplar que va servir per a determinar l'espècie, el que es coneix com a material tipus, es troba conservat a les col·leccions mineralògiques del Museu d'Història Natural del Comtat de Los Angeles, a Los Angeles (Califòrnia) amb el número de catàleg: 67365.

## Formació i jaciments
Va ser descoberta a la mina Torrecillas, a Salar Grande, dins la província d'Iquique (Regió de Tarapacá, Xile), on es troba en forma de plaques hexagonals de fins a 300 μm de diàmetre aproximadament, associada a altres minerals com torrecillasita, pirita, magnesiokoritnigita, lavendulana, cuatrocapaïta-(NH₄), calcita, arsenolita i arsènic. Es tracta de l'únic indret de tot el planeta on ha estat descrita aquesta espècie mineral.